# Marc Engelhardt
Marc Engelhardt (1961, Radevormwald) es un fagotista de Alemania.

## Biografía
En 1976 estudió con el profesor Pfitzenmaier y en 1982 con Thunemann, en Hannover. Fue primer fagot de la RSO Saarbrücken en 1986. Ha tocado como solista con muchas orquestas y ha trabajado como intérprete invitado en importantes orquestas sinfónicas alemanas como la BR, WDR, HR, NDR, SWR y la Bamberg Symphony.
En 1995 comenzó su labor pedagógica en las universidades de música de Stuttgart y Saarbrücken, y en 2004 fue nombrado profesor de la Universidad de Música de Stuttgart.